# Caladenia longicauda
Caladenia longicauda és una espècie d'orquídia d'hàbit terrestre que pertany al gènere Caladenia. És nadiua d'Austràlia.

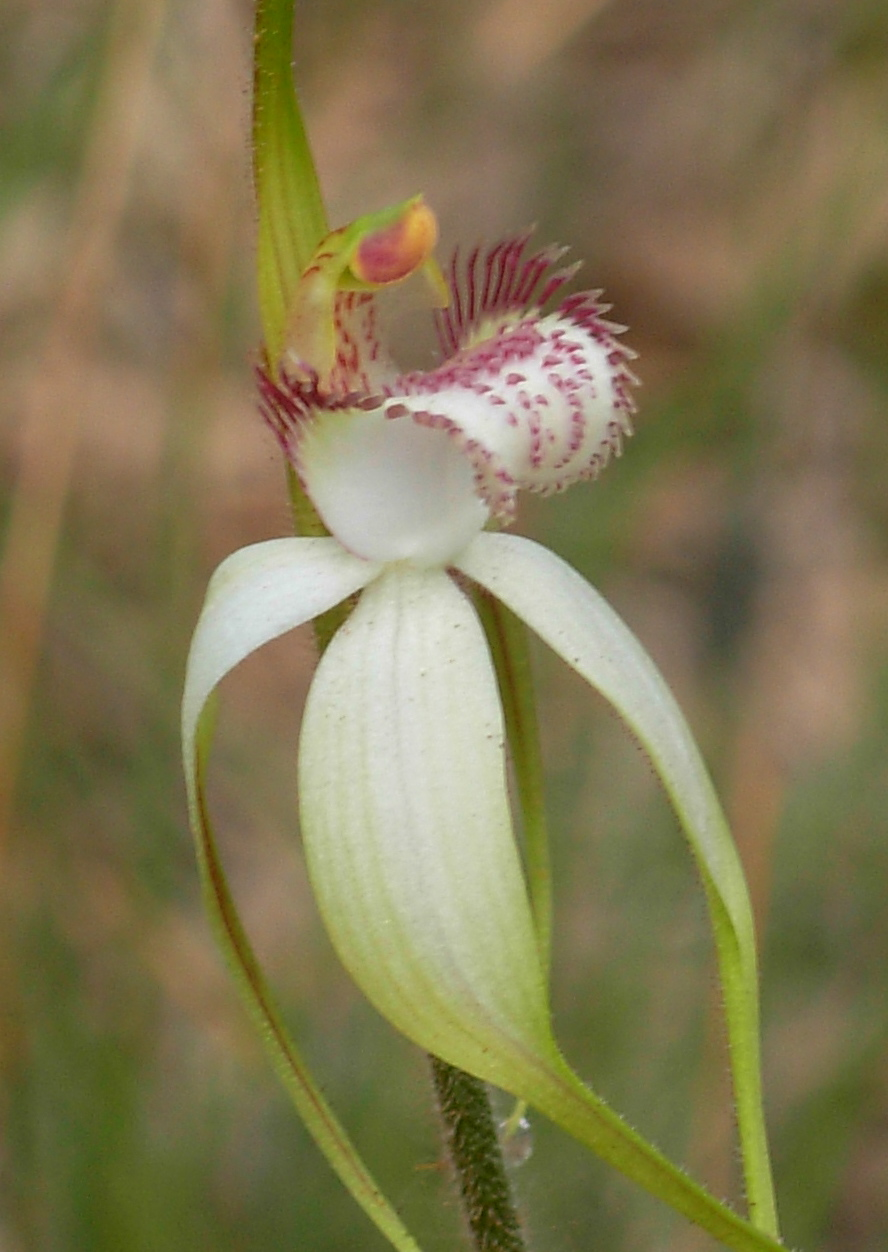

## Descripció
És una orquídia molt gran, que prefereix el clima fresc al fred, d'hàbit terrestre, que creix al sud d'Austràlia occidental, en alçada de 100 a 300 m als boscos oberts, amb una única fulla, suau, que floreix en una inflorescència erecta de 85 cm de llarg, amb 1 a 5 flors de 6 a 9 cm de longitud. La floració es produeix a la primavera.

## Taxonomia
Caladenia longicauda fou descrita per Robert Brown en A Sketch of the Vegetation of the Swan River Colony… 26: 52, t. 8. 1840.
Etimologia

Caladenia: nom genèric que deriva de les paraules gregues calos ('bella') i adén ('glàndula'), referint-se al colorit label i les brillants glàndules a la base de la columna que n'adornen moltes de les espècies.
longicauda: epítet llatí que significa 'amb llarga cua'.
Varietats

- Caladenia longicauda subsp. albella Hopper & A.p.br.
- Caladenia longicauda subsp. australora Hopper & A.p.br.
- Caladenia longicauda subsp. borealis Hopper & A.p.br.
- Caladenia longicauda subsp. calcigena Hopper & A.p.br.
- Caladenia longicauda subsp. clivicola Hopper & A.p.br.
- Caladenia longicauda subsp. crassa Hopper & A.p.br.
- Caladenia longicauda subsp. eminens (Domin) Hopper & A.p.br.
- Caladenia longicauda subsp. longicauda
- Caladenia longicauda subsp. merrittii Hopper & A.p.br.
- Caladenia longicauda subsp. redacta Hopper & A.p.br.
- Caladenia longicauda subsp. rigidula Hopper & A.p.br.

Sinonímia

- Caladenia patersonii var. longicauda (Lindl.) R.S. Rogers (1920)
- Arachnorchis longicauda (Lindl.) D.L. Jones & M.A. Clem. (2001)
- Calonema longicaudum (Lindl.) Szlach. (2001)
- Calonemorchis longicauda (Lindl.) Szlach. (2001)[5]